# Павсаний (убийца)

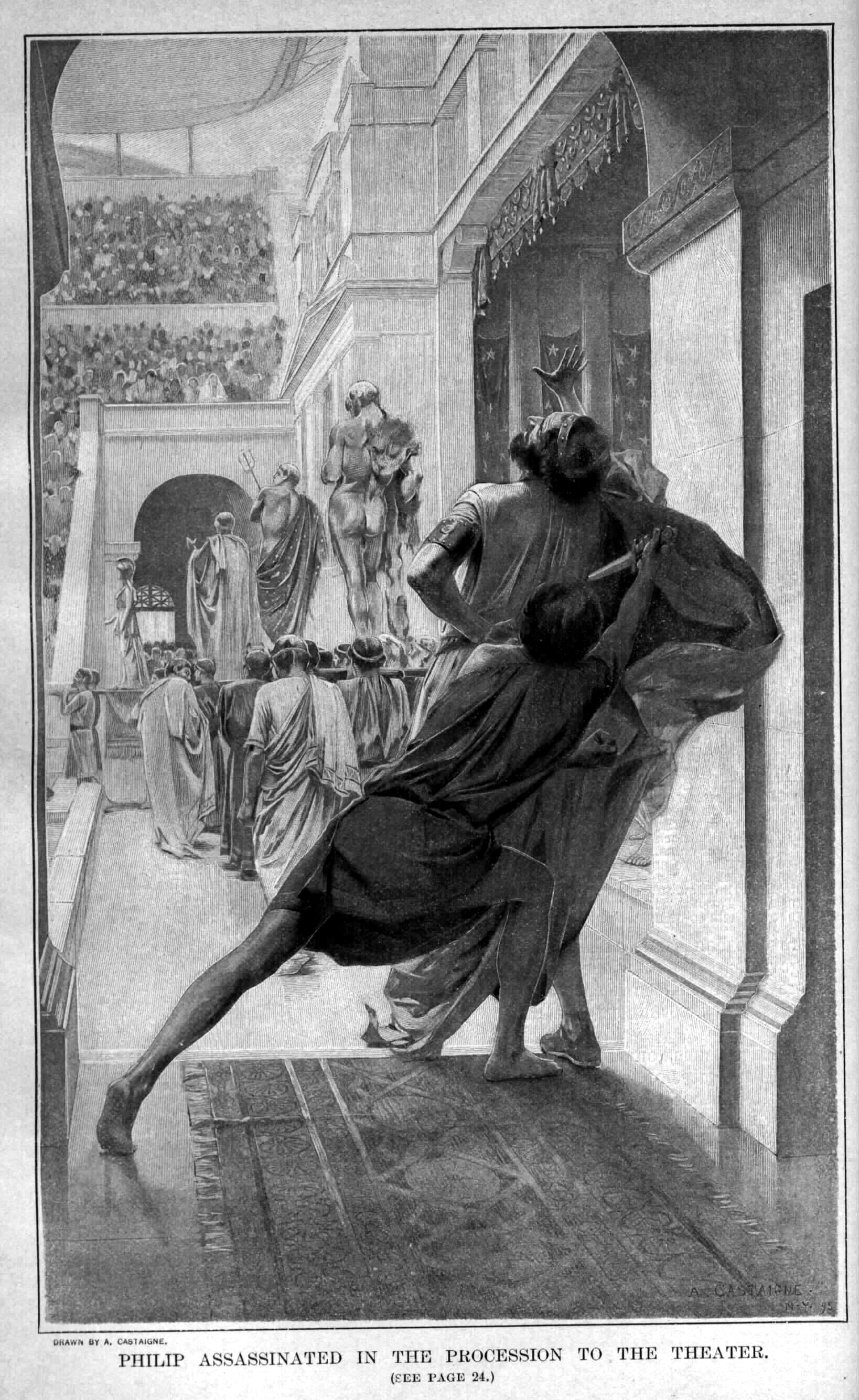
Убийство Филиппа II Павсанием

Павса́ний (греч. Παυσανίας) — соматофилак (телохранитель) и любовник Филиппа II Македонского, убивший этого царя. Хотя Павсаний руководствовался личными мотивами, убийство Филиппа — дело крайне тёмное и таинственное. Начало всему положила ссора Павсания с другим молодым человеком, его тёзкой, как утверждали из ревности к Филиппу; при этом Павсаний в пылу ссоры обвинил тезку в распутстве. Вскоре последний погиб в сражении, но перед смертью завещал своему возлюбленному, знатному македонянину Атталу отомстить за оскорбление. Аттал пригласил к себе Павсания, напоил его, после чего изнасиловал совместно с другими сотрапезниками. Павсаний обратился к Филиппу; но так как Аттал был дядей и опекуном новой жены царя, Клеопатры, то Филипп хода делу не дал. Через несколько лет после этих событий, уже после отбытия Аттала в азиатский поход, в 336 году до н. э., Павсаний убивает Филиппа во время свадьбы царской дочери, но сам тотчас гибнет от рук царских телохранителей. Предполагают, что за его спиной стояли заинтересованные лица: первая жена царя Олимпиада, её сын Александр Македонский и новый зять царя Александр Молосский.
Согласно описанию Диодора Сицилийского, тёзка Павсания, который послужил причиной убийства, принял смерть во время сражения с Плеврием, прикрыв Филиппа собственным телом.